# Sandra Zaniewska
Sandra Zaniewska (Katowice, 3 januari 1992) is een voormalig tennisspeelster uit Polen.
Zij begon op tienjarige leeftijd met tennis. Haar favoriete ondergrond is gravel en hardcourt. Zij speelt rechtshandig en heeft een tweehandige backhand.

## Loopbaan
In 2006 speelde zij haar eerste ITF-toernooi in Gliwice (Polen). In 2009 stond zij, samen met de Servische Aleksandra Krunić, in de meisjesdubbelspelfinale van het Australian Open – zij verloren in de match-tiebreak van Christina McHale en Ajla Tomljanović. In 2012 nam zij deel aan het enkelspeltoernooi op Wimbledon, nadat zij met succes het kwalificatietoernooi had doorlopen.
In totaal won zij tien ITF-enkelspeltitels, de laatste twee in 2016, beide in Hammamet (Tunesië) in twee achtereenvolgende weken.

## Posities op deWTA-ranglijst
Positie per einde seizoen:
| jaar | rang enkelspel | rang dubbelspel |
| ---- | -------------- | --------------- |
| 2008 | 1079           | –               |
| 2009 | 547            | 638             |
| 2010 | 595            | 621             |
| 2011 | 295            | 277             |
| 2012 | 159            | 207             |
| 2013 | 338            | 434             |
| 2014 | 295            | 399             |
| 2015 | 519            | 582             |
| 2016 | 533            | 530             |
| 2017 | 902            | 708             |

## Resultaten grandslamtoernooien
| Legenda | Legenda                          |
| ------- | -------------------------------- |
| g.t.    | geen toernooi gehouden           |
| l.c.    | lagere categorie                 |
| –       | niet deelgenomen                 |
| G       | uitgeschakeld in de groepsfase   |
| 1R      | uitgeschakeld in de eerste ronde |
| 2R      | uitgeschakeld in de tweede ronde |
| 3R      | uitgeschakeld in de derde ronde  |
| 4R      | uitgeschakeld in de vierde ronde |
| KF      | uitgeschakeld in de kwartfinale  |
| HF      | uitgeschakeld in de halve finale |
| F       | de finale verloren               |
| W       | het toernooi gewonnen            |
| w-v     | winst/verlies-balans             |

### Enkelspel
| Toernooi        | 2012 |
| --------------- | ---- |
| Australian Open | –    |
| Roland Garros   | –    |
| Wimbledon       | 1R   |
| US Open         | –    |